# Allan Dokossi
Allan Julien Dokossi (Parigi, 14 ottobre 1999) è un cestista francese con cittadinanza centrafricana.

## Palmarès
- Coppa di Francia: 1

Digione: 2023-2024